# Lasse Larsson
Lars „Lasse” Larsson (ur. 16 marca 1962 w Trelleborgu, zm. 8 marca 2015 w Malmö) – szwedzki piłkarz występujący na pozycji napastnika. Trener piłkarski.

## Kariera klubowa
Larsson karierę rozpoczynał w 1979 roku w zespole IFK Trelleborg. W 1982 roku został graczem pierwszoligowego Malmö FF. W sezonie 1983 wywalczył z nim wicemistrzostwo Szwecji, a w sezonie 1984 – Puchar Szwecji. Pod koniec 1984 roku przeszedł do włoskiej Atalanty BC. W Serie A zadebiutował 20 stycznia 1985 w przegranym 0:1 meczu z Interem Mediolan. W Atalancie Larsson grał do końca sezonu 1984/1985.
Następnie wrócił do Malmö. W kolejnych latach dwa razy zdobył z nim mistrzostwo Szwecji (1986, 1988), a także dwa razy Puchar Szwecji (1986, 1989). W sezonie 1987 został też królem strzelców ligi szwedzkiej. W 1992 roku odszedł do Trelleborga, gdzie w 1993 roku zakończył karierę.

## Kariera reprezentacyjna
W reprezentacji Szwecji Larsson zadebiutował 6 czerwca 1984 w przegranym 0:1 towarzyskim meczu z Danią. 5 czerwca 1985 w wygranym 2:0 pojedynku eliminacji Mistrzostw Świata 1986 z Czechosłowacją strzelił swojego jedynego gola w kadrze.
W latach 1984–1987 w drużynie narodowej rozegrał 9 spotkań.